# Kolhuwa Bagaicha
Kolhuwa Bagaicha – gaun wikas samiti w środkowej części Nepalu w strefie Dźanakpur w dystrykcie Mahottari. Według nepalskiego spisu powszechnego z 2001 roku liczył on 1083 gospodarstw domowych i 6497 mieszkańców (3099 kobiet i 3398 mężczyzn).